# Serge Leuko
Serge Sidonie Tchaha Leuko (Duala, Camerún, 4 de agosto de 1993), deportivamente conocido como Serge Leuko, es un futbolista camerunés. Juega de defensa y su equipo es el Nea Salamina Famagusta de la Primera División de Chipre.

## Trayectoria
Comenzó su carrera en el Valencia C. F. Mestalla de España hasta que en 2015 firmó con el C. D. Lugo. Durante la temporada 2015-16, su primera temporada en Lugo, fue cedido a la U. D. Somozas. Tras su regreso de la cesión, formó parte de la primera plantilla del equipo en el que permaneció hasta julio de 2020, cuando se marchó después de finalizar su contrato.
El 17 de septiembre de ese año firmó por dos temporadas con el Waasland-Beveren belga. Cumplió una de ellas y, tras algunos meses sin equipo, en diciembre de 2021 regresó al fútbol español gracias a la Real Balompédica Linense. Allí completó el curso y, tras participar en las Sesiones AFE durante el mes de agosto, el día 29 de ese mismo se hizo oficial su fichaje por el Nea Salamina Famagusta.

## Selección nacional
En la Copa Mundial de Fútbol Sub-20 de 2011 disputó tres partidos con la selección de su país, con la que llegaría hasta los octavos de final.

### Participaciones en Copas del Mundo
| Competición                 | Sede     | Resultado        | Partidos | Goles |
| --------------------------- | -------- | ---------------- | -------- | ----- |
| Copa Mundial Sub-20 de 2011 | Colombia | Octavos de final | 3        | 0     |

## Clubes
| Club                     | País    | Año       |
| ------------------------ | ------- | --------- |
| Valencia C. F. Mestalla  | España  | 2012-2015 |
| C. D. Lugo               | España  | 2015-2020 |
| U. D. Somozas (cedido)   | España  | 2015-2016 |
| Waasland-Beveren         | Bélgica | 2020-2021 |
| Real Balompédica Linense | España  | 2021-2022 |
| Nea Salamina Famagusta   | Chipre  | 2022-     |